# Abendstunde im Spätherbst
Abendstunde im Spätherbst ist ein Hörspiel von Friedrich Dürrenmatt, das 1957 entstand. Herr Korbes empfängt hieß das Stück bei seiner Erstsendung im März 1958 im Schweizer Radio DRS. Vermutlich war dies der Arbeitstitel von Dürrenmatt. Später aber wurde der Titel zu „Abendstunde im Spätherbst“ geändert.

## Inhalt
Das Hörspiel beginnt mit einer Beschreibung des Handlungsortes durch den an dieser Stelle noch als Icherzähler auftretenden Schriftsteller für Kriminalromane und Nobelpreisträger Maximilian Korbes.
Er erhält Besuch von Herrn Fürchtegott Hofer – der Name ist so kleinbürgerlich wie die Person. Nach einigen Einleitungen und mehreren Missverständnissen – Hofer wird zweimal fast herausgeworfen – kommt dieser zum Kern seines Anliegens: Er hat nach seiner Pensionierung begonnen als Detektiv, spezialisiert auf Literatur, Korbes’ Werke auf ihren kriminalistischen Inhalt zu untersuchen. Dabei findet er für alle 22 Romane einen wahren Hintergrund, den er für die ersten beiden ausführlich schildert. Weiterhin bemerkt er, dass Korbes alle seine Mörder unerkannt entkommen lässt und dass sich diese Mörder ausgesprochen ähnlich sind. Die Beschreibung der Mörder durch Hofer passt haargenau auf die anfängliche Beschreibung Korbes’ durch sich selbst. Schließlich sagt Hofer dem Schriftsteller auf den Kopf zu, dass er jeden dieser Morde selbst begangen habe. Im Gegenzug für sein Schweigen will er von Korbes eine Rente, damit er dem Bewunderten weiterhin hinterherreisen und an seinem Leben teilhaben kann.
Korbes gibt sich erst überrascht und getroffen, gesteht die Morde, klärt jedoch Hofer schließlich über den großen Fehler auf, der sich in seinen Überlegungen findet: Hofer hat angenommen, dass er etwas herausgefunden hat, das niemandem bekannt wäre; doch schon seit langem will, so Korbes, niemand mehr Erfundenes lesen. Er musste wahre Begebenheiten schildern, um zu dem Erfolgsschriftsteller zu werden, der er ist, und so immer weitere Morde begehen. Laut Korbes zweifelt keiner wirklich daran, dass er der wahre Mörder ist, und jeder, der versucht hätte, ihn vor ein Gericht zu stellen, sei damit noch kläglich gescheitert. Korbes erklärt, dass die Allgemeinheit durch die Schriftsteller die Aufregung, aber auch die Untugend und Gesetzlosigkeit erleben will, die der Alltag nicht mehr bietet, und so müssen die Schriftsteller dieses Leben vorleben. Das geht so weit, dass Korbes Briefe von allen möglichen Arten von Leuten bekommt, die sich darin als Stoff für den nächsten Roman anbieten.
Schließlich zieht er eine Pistole und bedroht Hofer, da er einen neuen Stoff nötig habe und ein Hörspiel schreiben wolle. Wie von Korbes vorhergesagt, reagiert niemand auf Hofers Hilfeschreie, der sich daraufhin aus dem Fenster stürzt. Am Ende beginnt Korbes, seinem Assistenten Sebastian, einem Theologiestudenten, die am Anfang gehörte Beschreibung zu diktieren.

## Sendungen
Für das vom ORF Wien unter der Regie von Ernst Schönwiese mit Hanns Ernst Jäger und Kurt Sowinetz produzierte Hörspiel wurde Dürrenmatt 1958 der Prix Italia für Literatur und Dramaturgie verliehen. 
Ebenfalls 1957 produzierte der NDR unter der Regie von Gustav Burmester das Hörspiel mit Ernst Schröder und Willy Maertens in den Hauptrollen. Die Erstsendung fand am 7. März des Jahres im NDR  statt.
Im selben Jahr entstand auch noch eine Co-Produktion von NDR und SDR. Unter der Regie von Walter Knaus sprachen O. E. Hasse, Alfred Balthoff, Klaus Schwarzkopf und Siegfried Wischnewski. Die Erstsendung fand am 20. März 1957 statt.
In einer der vielen Produktionen des Hörspiels wurde bei der Aufnahme vom Schweizer Radio DRS der Schweizer Kabarettist und Filmschauspieler Walter Roderer mit der Rolle des Fürchtegott Hofer betreut; einer Rolle, die auf den sonst auch biedere Rollen spielenden Roderer bestens passte. Der Rundfunk der DDR produzierte das Hörspiel 1969 in der Regie von Werner Grunow mit Wolf Kaiser und Martin Flörchinger in den Hauptrollen.

## Verfilmung
Das Hörspiel wurde 1988 unter seinem Titel Abendstunde im Spätherbst in der Regie von August Everding mit Mario Adorf als Korbes und Horst Bollmann als Hofer für das deutsche Fernsehen verfilmt.
Das Hörspiel wurde 1958 unter seinem Titel „Une soirée d’Automne“ in der Regie von Jean-Jacques Lagrange für das Schweizer Fernsehen verfilmt. (Eine Produktion des TSR)

## Theater
- 1974: Abendstunde im Spätherbst – Regie: Ulrich Voss (Volkstheater Rostock)